# Edvard Beneš

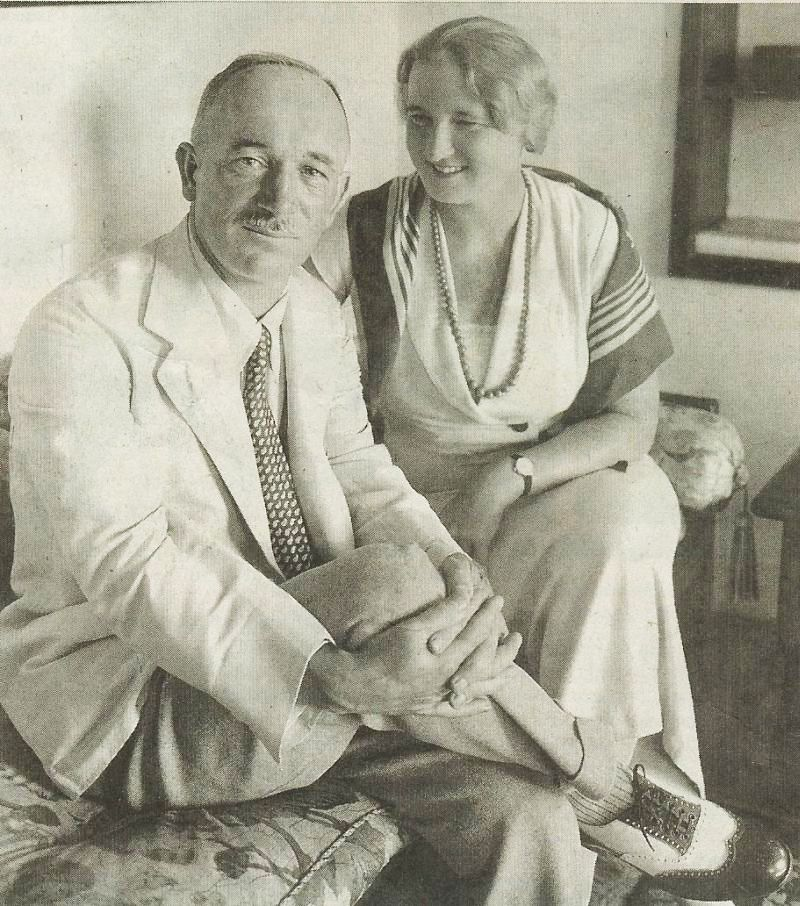
Edvard Beneš avec son épouse, en 1934.

Pour les articles homonymes, voir Benes.
 (janvier 2018).
Si vous disposez d'ouvrages ou d'articles de référence ou si vous connaissez des sites web de qualité traitant du thème abordé ici, merci de compléter l'article en donnant les références utiles à sa vérifiabilité et en les liant à la section « Notes et références ».
Edvard Beneš (prononcé en tchèque : [ˈɛdvard ˈbɛnɛʃ] ), dont le nom est souvent francisé en Édouard Bénès ou Benes, né le 28 mai 1884 à Kožlany et mort le 3 septembre 1948 à Sezimovo Ústí. est un homme d'État tchécoslovaque, l'un des fondateurs de la Tchécoslovaquie et président de la République tchécoslovaque de 1935 à 1938 et de 1939 à 1948 (en exil de 1939 à 1945, en tant que président du Gouvernement provisoire tchécoslovaque).

## Biographie

### Jeunesse et engagements
Né dans une famille paysanne, Edvard Beneš est le benjamin de dix enfants. Il obtient son baccalauréat dans un lycée du quartier pragois de Vinohrady, puis étudia ensuite le droit et la sociologie à l'université Charles de Prague. Il continue ses études à Londres et à Berlin, mais surtout à Paris à la Sorbonne et à l'École libre des sciences politiques. Il obtient un doctorat en droit à l'université de Dijon en France en 1908. Ce long séjour en France imprègne en lui, et en sa politique, une profonde francophilie. Il traduit en tchèque le roman de Zola L'Assommoir. Il noue dès cette époque des liens avec les milieux maçonniques et dans la presse, liens qu'il utilise entre 1915 et 1918 pour diffuser ses idées concernant la destruction de la monarchie des Habsbourg et la création d'un État tchécoslovaque.
Beneš devient maître de conférences en sociologie à l'université Charles de Prague en 1909. Il adhère au parti progressiste tchèque de Masaryk. Il épouse, le 10 décembre 1909, Hana Vlčková. Grâce à une des tantes de son épouse, il obtient de larges moyens financiers, qui sont mis à contribution pendant la Première Guerre mondiale.
Edvard Beneš s'installe en France en 1915. Il milite aux côtés de son mentor Tomáš Masaryk et de Milan Rastislav Štefánik pour la disparition de l'Autriche-Hongrie . Il possède ses entrées au Quai d'Orsay, où il développe de solides soutiens à ses vues. Il commence sa carrière politique dans le Conseil national tchécoslovaque, en exil à Paris, qui est respectivement reconnu par la France à Darney le 30 juin 1918, puis par l'Angleterre et enfin par les États-Unis.
Lors de la négociation sur le traité de Versailles, il exerce une influence très active pour permettre à la future Tchécoslovaquie de garder les frontières occidentales de la Bohême, malgré une forte minorité allemande et le principe des Quatorze points de Wilson selon lequel les États nouvellement créés doivent l'être en vertu du droit des peuples à disposer d'eux-mêmes. Ni les Allemands des Sudètes, ni les Slovaques ne sont consultés.

### L'homme politique de l'entre-deux-guerres
Vouant une véritable haine à l'égard de la monarchie austro-hongroise, il était un ardent défenseur de l'idée de la Tchécoslovaquie, la réunion de la Bohême, de la Moravie et de la Slovaquie, entité sans fondement historique. En effet, même si ces deux peuples parlaient des langues très proches, leurs traditions culturelles et racines historiques étaient très opposées. La Bohême, où la tradition hussite était forte, avait fait partie du Saint-Empire, mais jamais la Slovaquie, très imprégnée de catholicisme. 
D’autre part, les minorités allemande, hongroise et ukrainienne, encore plus allogènes, étaient hostiles au nouvel État dans lequel les Tchèques étaient minoritaires. Cet État fut néanmoins créé par le traité de Saint-Germain-en-Laye en 1919 et agrandi par le traité de Trianon en 1920 sur les décombres de la double monarchie austro-hongroise, sur la base du droit des peuples à disposer d’eux-mêmes, en application du 14e point de la déclaration du président Wilson.
Après avoir été ministre des Affaires étrangères de la nouvelle Tchécoslovaquie, député au Parlement, président de l'Assemblée générale de la Société des Nations entre 1935 et 1936, Beneš fut l’architecte du système de sécurité en Europe, fondé sur la Petite Entente et l’alliance avec l’Union soviétique. Il devint le deuxième président de la première République tchécoslovaque le 18 décembre 1935 à la suite de la démission de Tomáš Masaryk. Il le demeure jusqu’aux accords de Munich défavorables à son pays, renonce à sa charge le 5 octobre 1938 et est remplacé par Emil Hácha comme président de la République. 
Il quitte alors son pays avec l’aide financière secrète de Staline pour un exil à Chicago, où il enseigne la philosophie. Depuis le début du XXe siècle, Chicago comptait le plus grand nombre de Tchèques aux États-Unis. En mars 1939, ce qui reste de la Tchécoslovaquie (« seconde République tchécoslovaque ») est démembré par l'Allemagne, donnant naissance au Protectorat de Bohême-Moravie et à la République slovaque indépendante. Beneš part pour à Londres où il fonde en 1940 le gouvernement tchécoslovaque en exil, et en assume la présidence.
En 1941, Beneš signe avec Staline un traité d’alliance et organise avec l’aide des Anglais l’attentat contre Reinhard Heydrich, Reichsprotektor et bourreau du pays tchèque (mai 1942). Cet attentat est suivi d’une cruelle répression. L’Armée rouge occupe l’est du pays et Prague en avril et mai 1945 (offensive Prague), tandis que l’armée américaine libère l’ouest et Pilsen. La restauration de l'État tchécoslovaque est proclamée, donnant naissance à la « troisième République tchécoslovaque ». Beneš est confirmé dans sa fonction de président de la République à ce moment par le gouvernement intérimaire présidé par le socialiste de gauche Fierlinger et réélu le 19 juin 1946.
Après l’occupation allemande et en l’absence d’un parlement élu, mais en application des décisions prises par les Alliés à la conférence de Potsdam, il signe les « décrets Beneš » dont les plus connus concernent l’expropriation et l’expatriation forcée des Allemands des Sudètes et d'une partie des Hongrois de Slovaquie. L’existence de ces décrets par le biais de l’exploitation qui en est faite par les partis conservateurs de Bavière et d’Autriche continue de polluer l’atmosphère des relations germano-tchèques. En l’état actuel des choses, ces décrets ont été maintenus par les gouvernements qui se sont succédé à Prague depuis 1945 et intégrés dans le corpus juridique de l’Union européenne en 1996.

### La victime du coup de Prague
Aux élections de 1946, le Parti communiste tchécoslovaque obtient 38 % des suffrages, domine alors la vie politique. Son secrétaire général Klement Gottwald devient président du Conseil. Beneš se fait beaucoup d’illusions sur ses rapports personnels avec Staline, grâce auxquels il croit pouvoir maintenir une démocratie pluraliste en Tchécoslovaquie. Il sera broyé par la guerre froide.
Gravement affaibli par une série d'attaques cérébrales, il laisse les communistes liquider le Parti démocrate slovaque après une violente campagne de presse : ce parti représentait en effet un véritable obstacle à la mainmise des communistes sur la Tchécoslovaquie. Après ce succès, le Parti communiste sait alors que la voie est libre pour son coup de force qui survient en février 1948.
Sous la pression de Staline, reprise par le Parti communiste, Beneš doit refuser l’aide du plan Marshall, qui aurait vraisemblablement conduit le PCT à la défaite aux élections de 1948. Aussi, le 17 février 1948, Gottwald précipite la crise par une mainmise totale des communistes sur la police, ce qui provoque la démission des ministres libéraux, avec l’encouragement de Beneš : Gottwald est aidé par le ministre de la Défense, le général Ludvík Svoboda, membre clandestin du PCT : il procède alors à des arrestations massives dans l’armée, la presse et les partis d’opposition, qui sont alors abandonnés par Beneš. C’est le coup de Prague.
Le 25 février 1948, il accepte, sous la pression de Klement Gottwald, la démission des ministres libéraux du gouvernement de coalition démocratique et confie au Parti communiste le soin de nommer de nouveaux ministres, socio-démocrates et communistes, dans un nouveau gouvernement sous son contrôle quasi-exclusif. Le Parlement, épuré, vote la confiance au nouveau gouvernement à l’unanimité. Après des élections biaisées où seuls le PCT et ses affidés peuvent se présenter, il refuse de ratifier la nouvelle Constitution qui consacre la mainmise totale du PCT sur le pays. Il démissionne alors de son poste de président de la République le 7 juin 1948 et meurt le 3 septembre suivant.

### Héritage
Benès a fait preuve de beaucoup d'aveuglement devant la montée du nazisme, jusqu'en 1938, et celle du communisme, jusqu'en 1948. Il refusa systématiquement toute alliance ou même simple coopération entre les pays danubiens par peur de voir se reconstituer l'Autriche-Hongrie. Sa haine des Habsbourg était telle qu’elle lui fit prononcer ce mot : « Plutôt Hitler que les Habsbourg ! ». Ceci en dit long sur le rejet que cette dynastie avait engendré chez Beneš, mais aussi chez les Tchèques qui l’ont constamment réélu.
Il commit la même erreur à partir de 1945 : fort de l'illusion de l'amitié personnelle de Staline, il pensait que les élections anticipées qui auraient dû se tenir après la démission des ministres libéraux au moment du coup de Prague auraient marqué un recul des communistes : « Pas trop ! Sinon Staline se fâcherait ! » croyait-il naïvement. Ce recul aurait permis un recentrage de la politique vers l'Ouest. Or, ni Gottwald ni Staline n’avaient l'intention de lâcher quoi que ce soit. Sa seconde faute fut d'encourager les libéraux dans leur projet de démission avant de les abandonner devant les menaces proférées par Gottwald et l'ambassadeur soviétique Valerian Zorine.
Sa nièce, Émilie-Anna Benès, épouse Zbignew Brzezinski, le conseiller à la sécurité nationale du président Jimmy Carter.

## Distinctions
- Grand-croix de l'ordre du Christ

## Ouvrages
- Le problème autrichien et la question tchèque – 1908
- Le socialisme autrichien et la guerre – Paris 1915
- Détruisez l'Autriche-Hongrie – Paris 1916
- Vers la paix future – Genève 1916
- La Boemia contro l'Austria-Ungeria – Locarno 1917
- Bohemia's Case for Independence – Washington 1917
- La France et la nouvelle Europe – 1931
- Democracy Today and Tomorrow – New York 1939, Londres 1939, 1940
Demokracie dnes a zítra – Londres 1942, Praha 1946, 1948, 1999
- Mnichovské dny – Londres, 1948, 1955, 1958, Praha 1968